# 諸橋精光
諸橋 精光（もろはし せいこう、1954年1月1日 - ）は新潟県長岡市出身の真言宗豊山派の僧侶で、また絵本作家・紙芝居作家。

## 来歴
1954年、新潟県長岡市の千蔵院に生まれる。幼少期から絵や漫画を描くことを好んだ。
1977年、創形美術学校造形科を卒業。油彩画を専攻した。
1981年、大正大学仏教学部を卒業する。参拝者に絵本を描くことを思い立ち、1981年から全40巻の『仏教説話体系』の存在を知ってその絵本化に取り組む。当初はコピーによる手作りだった。
寺に親しんでもらうために1982年に『こども祭』を始め、その出し物として翌年から大型紙芝居を制作するようになる。当初は美術大学出身の妻との共作だったという。その後、紙芝居師の右手和子と出会ったことで仏教説話以外の題材（児童文学）も紙芝居に用いるようになった。

## 受賞歴
- 1993年、『なめとこ山のくま』で第31回高橋五山賞を受賞
- 2001年、正力松太郎賞奨励賞を受賞
- 2005年、正力松太郎賞本賞を受賞
- 2007年、土屋文明記念文学館賞を受賞

## 著作リスト
- やまぶし石ものがたり（紙芝居、童心社、1989年）
- あらしのうみのゆうれい（紙芝居、小泉八雲原作、童心社、1991年）
- なめとこ山のくま（紙芝居、宮沢賢治原作、童心社、1993年）
- 茂吉のねこ（紙芝居、松谷みよ子原作、童心社、1994年）
- あき寺のばけもの（紙芝居、西本鶏介再話、童心社、1994年）
- 鬼のつば（紙芝居、童心社、1996年）
- りゅうのなみだ（紙芝居、鈴木出版、1997年）
- はしれ!チビ電（絵本、童心社、1997年）
- モチモチの木（紙芝居、斎藤隆介原作、鈴木出版、2001年）
- ナムチンカラトラヤーヤー（絵本、松谷みよ子原作、小学館、2001年）
- おぼん、もくれんさんのおはなし（紙芝居、鈴木出版、2003年）
- おひがん、月のウサギ（紙芝居、鈴木出版、2003年）
- 般若心経絵本（絵本、小学館、2005年）
- ごんぎつね（紙芝居、新美南吉原作、鈴木出版、2005年）
- へんじをしたほらあな（紙芝居、西本鶏介脚本、鈴木出版、2006年）
- ジャータカ絵本（絵本、大法輪閣、2007年）
- くもの糸（紙芝居、芥川龍之介原作、鈴木出版、2007年）
- ぽっかぽか（絵本、小学館、2008年）
- 月の輪グマ（講談社「これだけは読んでおきたい日本の名作童話」所収、2009年）
- 小僧さんの地獄めぐり（紙芝居、鈴木出版、2010年）
- 水仙月の四日（紙芝居、宮澤賢治原作、鈴木出版、2011年）
- ポップアップ絵本「おしゃかさま」（鈴木出版、2012年）
- 川道の観音さま（絵本、千手院、2012年）
- とべ！カーピー（絵本、鈴木出版、2013年）
- おしゃかさま（紙芝居、全4巻、鈴木出版、2014年）
- おだいしさま（絵本、（有）豊山、2014年）
- 地獄極楽絵本（絵本、小学館、2014年）
- 月夜とめがね（紙芝居、小川未明原作、鈴木出版、2019年）
- 注文の多い料理店（紙芝居、宮澤賢治原作、鈴木出版、2019年）
- セロひきのゴーシュ（紙芝居、宮澤賢治原作、鈴木出版、2019年）

## 外部サイト
- 千手観音千蔵院